# 헤베카 안드라지
헤베카 호드리게스 지 안드라지(브라질 포르투갈어: Rebeca Rodrigues de Andrade, 1999년 5월 8일~)는 브라질의 체조 선수로 주 종목은 도마이다. 올림픽에 3회(2016, 2020, 2024) 참가했고 2020년 하계 올림픽 여자 도마 종목 금메달, 여자 개인종합 종목 은메달, 2024 여자 개인종합 종목 은메달, 여자 단체전 동메달을 획득했다. 또한 세계 선수권 대회에서 도마 종목 2회 우승(2021, 2023), 개인종합 1회 우승(2022)을 달성했다. 그녀는 올림픽에서 메달을 획득한 최초의 브라질 여자 기계 체조 선수이며 세계 선수권 대회에서 금메달을 획득한 두 번째 브라질 여자 기계 체조 선수이다. 또한 그녀는 세계 선수권 대회 모든 종목에서 메달을 획득한 11명의 여자 선수 중 한 명이며 시몬 바일스, 알리야 무스타피나와 함께 21세기에 세계 선수권 대회 모든 종목 메달을 획득한 선수 3명 중 한 명이다. 